# Nacht und Nebel

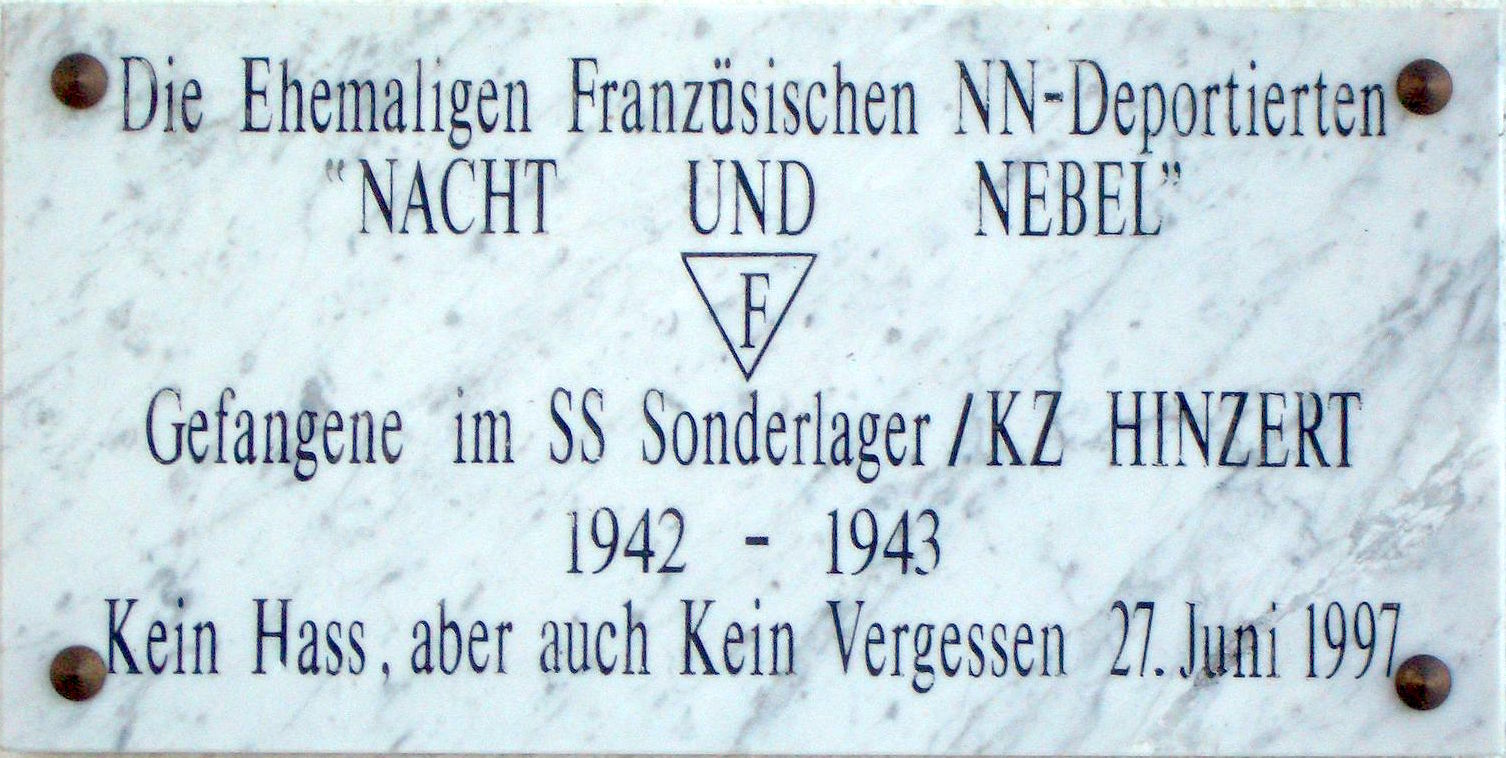
Placca commemorativa per le vittime francesi al campo di concentramento di Hinzert, mostrando le espressioni nacht und Nebel e "nn-deportato"

Nacht und Nebel (Notte e Nebbia, in tedesco) è la locuzione che definiva i prigionieri politici della Germania nazista che durante la seconda guerra mondiale venivano condannati a morte, ma erano ancora in attesa di esecuzione. Tali prigionieri venivano abitualmente mandati in carcere e utilizzati come forza lavoro, a volte per l'intera durata della guerra. In prigione occupavano il gradino più basso della scala gerarchica e come risultato ricevevano la minor quantità di cibo e avevano le più scarse possibilità di ricevere assistenza medica.

## Storia
Il Decreto Notte e Nebbia, emanato da Adolf Hitler il 7 dicembre 1941 a seguito dell'entrata in guerra degli Stati Uniti, era un eufemismo tratto dall'opera L'oro del Reno di Richard Wagner, dove Alberich, indossato l'elmo magico, si trasformava in colonna di fumo e spariva cantando "Nacht und Nebel, niemand gleich" cioè "Notte e Nebbia, (non c'è) più nessuno".
Il decreto, intitolato Richtlinien für die Verfolgung von Straftaten gegen das Reich oder die Besatzungsmacht in den besetzten Gebieten (Direttive per la repressione dei reati commessi contro il Reich o contro le forze di occupazione nei territori occupati), fu dichiarato criminale al Processo di Norimberga perché contrario alle convenzioni di Ginevra, recava la firma del generale tedesco Wilhelm Keitel ed era un passo decisivo nelle imputazioni contro il regime nazista, secondo in importanza solo alla Conferenza di Wannsee del 20 gennaio 1942 con la pianificazione della soluzione finale. Il testo fu ricostruito dal Tribunale di Norimberga in 40 pagine di istruzioni operative dettagliate. Gli ordini del Fuhrer erano che "gli atti di resistenza della popolazione civile nei paesi occupati verranno giudicati da una corte marziale quando si abbia la certezza di poter applicare la pena di morte e quando la sentenza si pronuncia entro gli otto giorni dall'arresto".
Il resto degli oppositori dovevano essere fermati e fatti scomparire "nella notte e nella nebbia", diceva testualmente Hitler, segretamente arrestati in Germania senza dare altro tipo di informazione sulla detenzione. Su applicazione del decreto, tutte le persone rappresentanti un pericolo per la sicurezza dell'armata tedesca (sabotatori e resistenti) soprattutto della resistenza francese, belga, olandese e sovietica, vennero deportate nei territori del Terzo Reich dai paesi occupati e sparivano nel segreto assoluto. L'ordine era di non trasmettere alcuna informazione circa il destino o il luogo di morte, negando il caso.
Il campo di Struthof-Natzweiler raccolse molti di questi prigionieri che vestivano un'uniforme con la sigla N.N. (Nacht und Nebel). La pratica Nacht und Nebel di deportazione e eliminazione segreta è considerata un antecedente storico al crimine di sparizione forzata, secondo lo Statuto di Roma della Corte penale Internazionale del 1998. Il modus operandi impiegato dai nazisti viene accostato a quello utilizzato nell'Operazione Condor in America Latina durante gli anni settanta. Tale analogia viene rafforzata dal fatto che parecchi nazisti si rifugiarono in Cile e Argentina dopo il crollo del Terzo Reich e avrebbero potuto insegnare queste tattiche alle agenzie di intelligence nel Cono Sud.
La sorte degli agenti SOE scomparsi fu via via svelata dalla comandante di squadriglia Vera Atkins, ufficiale del SOE e assistente di Maurice Buckmaster, capo della Sezione F.

## Riferimenti nell'arte
- Il regista francese Alain Resnais nel 1956 presentò al Festival di Cannes, poi rifiutato, il cortometraggio di 31 minuti Notte e nebbia (Nuit et brouillard).
- Jean Ferrat, il cui padre, di origine ebrea (vero cognome di Jean Ferrat è Tenenbaum), era stato deportato, ha intitolato la sua più famosa canzone del 1966 sui campi di sterminio Nuit et brouillard.

## Prigionieri

### Il gruppo "Robert Benoist"
Tra i prigionieri classificati come Nacht und Nebel spicca la vicenda del gruppo "Robert Benoist", chiamato così per la presenza, tra i deportati, del famoso pilota automobilistico: si tratta di uno dei gruppi di prigionieri speciali più numerosi dell'intero conflitto, e fu l'ultimo gruppo ad essere deportato in Germania da Parigi. Era composto da 37 uomini e 3 donne. Arrivato al campo di concentramento di Neue Bremm, nei pressi di Saarbrücken, il gruppo fu diviso: le 3 donne furono inviate a Ravensbruck, gli uomini proseguirono verso Buchenwald. Di seguito, i nomi dei componenti del gruppo:
- Élisée Allard: soldato francese e agente segreto della Sezione F del SOE. Morto a Buchenwald l'11 settembre 1944.
- John Barrett: agente segreto della Sezione F del SOE. Morto a Buchenwald il 5 ottobre 1944.
- Robert Benoist: pilota automobilistico francese e agente segreto della Sezione F del SOE. Morto a Buchenwald l'11 settembre 1944.
- Denise Bloch: segretaria francese di famiglia ebraica, e agente segreta della Sezione F del SOE. Morta a Ravensbruck il 5 febbraio 1945.
- Jean Bouguennec: giornalista francese e agente segreto della Sezione F del SOE. Morto a Buchenwald l'11 settembre 1944.
- Pierre Culioli: agente segreto della Sezione F del SOE. Sopravvissuto alla guerra.
- Ange Defendini: agente segreto della Sezione F del SOE. Morto a Buchenwald l'11 settembre 1944.
- Julien Detal: soldato belga e agente segreto della Sezione F del SOE. Morto a Buchenwald l'11 settembre 1944.
- Henri Frager: architetto francese e agente segreto della Sezione F del SOE. Morto a Buchenwald il 5 ottobre 1944.
- Henri Garry: agente segreto della Sezione F del SOE. Morto a Buchenwald l'11 settembre 1944.
- Pierre Geelen: insegnante belga e agente segreto della Sezione F del SOE. Morto a Buchenwald l'11 settembre 1944.
- Stéphane Hessel: diplomatico franco-tedesco di origine ebraica, e membro del servizio segreto della Francia libera. Sopravvissuto alla guerra.
- Gerald Keun: agente segreto dell'MI6. Morto a Buchenwald l'11 settembre 1944.
- Marcel Leccia: soldato francese e agente segreto della Sezione F del SOE. Morto a Buchenwald l'11 settembre 1944.
- John Macalister: studente canadese e agente segreto della Sezione F del SOE. Morto a Buchenwald l'11 settembre 1944.
- James Mayer: agente segreto della Sezione F del SOE. Morto a Buchenwald l'11 settembre 1944.
- Pierre Mulsant: agente segreto della Sezione F del SOE. Morto a Buchenwald il 5 ottobre 1944.
- Harry Peulevé: ingegnere inglese e agente della Sezione F del SOE. Sopravvissuto alla guerra.
- Frank Pickersgill: giornalista canadese e agente segreto della Sezione F del SOE. Morto a Buchenwald l'11 settembre 1944.
- Charles Rechenmann: ingegnere francese e agente segreto della Sezione F del SOE. Morto a Buchenwald l'11 settembre 1944.
- Lilian Rolfe: impiegata diplomatica inglese e agente segreta della Sezione F del SOE. Morta a Ravensbruck il 5 febbraio 1945.
- Roméo Sabourin: soldato canadese e agente segreto della Sezione F del SOE. Morto a Buchenwald l'11 settembre 1944.
- Maurice Southgate: tappezziere inglese e agente segreto della Sezione F del SOE. Sopravvissuto alla guerra.
- Arthur Steele: agente segreto della Sezione F del SOE. Morto a Buchenwald l'11 settembre 1944.
- Violette Szabo: commessa anglo-francese e agente segreta della Sezione F del SOE. Morta a Ravensbruck il 5 febbraio 1945.
- George Alfred Wilkinson: agente segreto della Sezione F del SOE. Morto a Buchenwald il 5 ottobre 1944.
- Forest Yeo-Thomas: impiegato inglese e agente della sezione RF del SOE, legata a Charles de Gaulle. Sopravvissuto alla guerra.

### Altri prigionieri
- Jack Agazarian: impiegato inglese di origine armena e agente segreto della Sezione F del SOE. Morto a Flossenburg il 29 marzo 1945.
- Roland Alexandre: meccanico d'aviazione inglese e agente segreto della Sezione F del SOE. Morto a Gross-Rosen nel 1944.
- Phillip Amphlett: agente segreto della Sezione F del SOE. Morto a Flossenburg il 29 marzo 1945.
- James Amps: palafreniere francese e agente segreto della Sezione F del SOE. Morto a Flossenburg il 29 marzo 1945.
- France Antelme: imprenditore originario delle Mauritius e agente segreto della Sezione F del SOE. Morto a Gross-Rosen nel 1944.
- Alfred Balachowsky: medico francese di origine russa e agente segreto della Sezione F del SOE. Deportato a Buchenwald, sopravvissuto.
- Alcide Beauregard: soldato canadese e agente segreto della Sezione F del SOE. Arrestato dai tedeschi e fucilato il 20 agosto 1944 nel forte di Côte-Lorette, a Saint-Genis-Laval, con altri 119 prigionieri.
- Yolande Beekman: agente segreta della Sezione F del SOE. Morta a Dachau il 13 settembre 1944.
- Jean-Jacques Bernard: autore drammatico francese, nacque a Enghien-les-Bains il 30 luglio 1888. Sopravvissuto alla guerra.
- Gustave Biéler: insegnante francese di origine svizzera e agente segreto della Sezione F del SOE. Morto a Flossenburg il 5 settembre 1944.
- Andrée Borrel: commessa francese e agente segreta della Sezione F del SOE. Morta a Natzweiler il 6 luglio 1944.
- Peter Churchill: diplomatico inglese e agente segreto della Sezione F del SOE. Deportato a Sachsenhausen, Flossenburg e Dachau, sopravvissuto.
- Marcel Clech: tassista francese e agente segreto della Sezione F del SOE. Morto a Mauthausen il 24 marzo 1944.
- James Cook Steele, sergente maggiore della Black Watch. Morto a Sachsenhausen il 10 aprile 1945.
- Mike Cumberlege: tenente comandante della Royal Navy britannica e agente segreto in Grecia del SOE. Morto in prigionia il 10 aprile 1945, luogo ignoto (Sachsenhausen o Flossenburg).
- Madeleine Damerment: impiegata francese e agente segreta della Sezione F del SOE. Morta a Dachau il 13 settembre 1944.
- Charles Delestraint: generale francese e successivamente capo dell'Armée secrète, l'esercito segreto gaullista della Resistenza francese. Morto a Dachau il 19 aprile 1945.
- Roland Dowlen: impiegato di banca italo-americano e agente segreto della Sezione F del SOE. Morto a Flossenburg il 29 marzo 1945.
- André Dubois: rappresentante di commercio e agente segreto della Sezione F del SOE. Morto a Gross-Rosen nel 1944.
- Georges Duboudin: agente segreto della Sezione F del SOE. Morto a Dora-Mittelbau il 22 marzo 1945.
- Albert Frémont: titolare di un'officina a Parigi e agente segreto della Sezione F del SOE. Deportato a Buchenwald, sopravvissuto.
- Aubert Frère: generale francese, fondatore e primo comandante dell'Organisation de la résistance de l'armée. Morto a Natzweiler il 13 giugno 1944.
- William Grover-Williams: pilota automobilistico inglese e agente segreto della Sezione F del SOE. Morto a Sachsenhausen nel marzo del 1945.
- Pierre Guérin: membro di un gruppo di resistenza francese attivo a Servon. Morto a Dora-Mittelbau nel febbraio del 1944.
- Odette Hallowes: agente segreta della Sezione F del SOE. Deportata a Ravensbruck, sopravvissuta.
- Thomas Edward Handley: sergente dei Royal Corps of Signals e agente segreto in Grecia del SOE. Morto a Sachsenhausen il 10 aprile 1945.
- Noor Inayat Khan: scrittrice indiana e agente segreta della Sezione F del SOE. Morta a Dachau il 13 settembre 1944.
- Sidney Jones: rappresentante di commercio inglese e agente segreto della Sezione F del SOE. Morto a Mauthausen il 16 settembre 1944.
- Clément Jumeau: agente segreto della Sezione F del SOE. Morto in carcere a Berlino il 26 marzo 1944.
- Jan Kotrba, caporale dell'esercito cecoslovacco e agente segreto in Grecia del SOE. Morto a Sachsenhausen il 10 aprile 1945.
- Marcel L'Antoine: autista personale di Robert Benoist e agente segreto della Sezione F del SOE. Deportato in Germania, sopravvissuto.
- Cecily Lefort: infermiera inglese e agente segreta della Sezione F del SOE. Morta a Uckermark nel febbraio del 1945.
- Vera Leigh: stilista inglese e agente segreta della Sezione F del SOE. Morta a Natzweiler il 6 luglio 1944.
- Thérèse Lethias: agente segreta della Sezione F del SOE. Morta a Ravensbruck il 6 agosto 1944.
- Gilbert Norman: agente segreto della Sezione F del SOE. Morto a Mauthausen il 6 settembre 1944.
- Sonia Olschanezky: ballerina russo-tedesca di famiglia ebraica e agente segreta della Sezione F del SOE. Morta a Natzweiler il 6 luglio 1944.
- Charlotte Perdrigé: impiegata francese e agente segreta della Sezione F del SOE. Deportata a Ravensbruck e nei suoi sottocampi, morì per le conseguenze della prigionia alla fine di febbraio del 1945 presso l'ospedale di Czarnków, dopo essere stata liberata dall'Armata Rossa.
- Eliane Plewman: impiegata inglese e agente segreta della Sezione F del SOE. Morta a Dachau il 13 settembre 1944.
- Henriette Roosenburg: giornalista olandese. Sopravvissuta alla guerra.
- Diana Rowden: giornalista inglese e agente segreta della Sezione F del SOE. Morta a Natzweiler il 6 luglio 1944.
- Yvonne Rudellat: commessa francese e agente segreta della Sezione F del SOE. Deportata a Bergen-Belsen e morta di tifo tra il 23 e il 24 aprile 1945, poco dopo la liberazione del campo.
- Sylvia Salvesen: membro della resistenza norvegese. Deportata a Ravensbruck, sopravvissuta.
- Robert Sheppard: agente segreto della Sezione F del SOE. Deportato a Buchenwald e a Dora-Mittelbau, sopravvissuto.
- Octave Simon: scultore francese e agente segreto della Sezione F del SOE. Morto a Gross-Rosen il 1ºagosto 1944.
- Suzanne Spaak: agente dell'Orchestra Rossa. Morta a Parigi nella prigione di Fresnes il 12 agosto 1944.
- Brian Stonehouse: pittore inglese e agente segreto della Sezione F del SOE. Deportato a Natzweiler, sopravvissuto.
- Francis Suttill: avvocato inglese e agente segreto della Sezione F del SOE. Morto a Sachsenhausen nel marzo del 1945.
- Germaine Tambour: segretaria francese e agente segreta della Sezione F del SOE. Morta a Ravensbruck il 2 marzo 1945.
- Madeleine Tambour: attrice francese e agente segreta della Sezione F del SOE. Morta a Ravensbruck il 4 marzo 1945.
- Edward Wilkinson: rappresentante di commercio anglo-americano e agente segreto della Sezione F del SOE. Morto a Mauthausen il 7 settembre 1944.
- Edward Zeff: imprenditore inglese di origine ebraica e agente segreto della Sezione F del SOE. Deportato a Mauthausen, sopravvissuto.